# Ethikunterricht in Österreich
Ethikunterricht in Österreich ist als Unterrichtsgegenstand sowohl als Pflichtgegenstand als auch in Form von Schulversuchen organisiert. Der Pflichtgegenstand wurde am 1. September 2021 für die Schüler ab der neunten Schulstufe eingeführt, sofern sie nicht den Religionsunterricht (RU) besuchen. Der Einführung ging eine jahrelange kontroverse Diskussion voraus. Ethik wird an einigen AHS-Unterstufen und Mittelschulen weiter als Schulversuch angeboten.

## Zielsetzungen
Ziel des Ethikunterrichts ist die selbstständige Reflexion über gelingende Lebensgestaltung und die fundierte Auseinandersetzung mit Grundfragen der eigenen Existenz und des Zusammenlebens. Zentrale fachliche Konzepte sind die Lebenswirklichkeit der Einzelnen, das Zusammenleben in der Gesellschaft und ethisch-traditionelle Leitvorstellungen und Ideen.

„Der Ethikunterricht orientiert sich an den aus der Aufklärung hervorgegangenen Grund- und Menschenrechten, auf denen auch die österreichische Bundesverfassung und unser Bildungswesen basieren. Er ist daher weder wertneutral noch wertrelativistisch, ohne aber einer bestimmten Weltanschauung verpflichtet zu sein. Er versteht sich nicht als Kompensationsfach für gesellschaftliche Probleme und Defizite, sondern unterstützt Schülerinnen und Schüler, in Fragen von Weltanschauungen, Werten und Normen zu differenzierten Beurteilungen und Handlungsmodellen zu gelangen.“

## Kontroversen über die Rahmenbedingungen
Diskutiert wurde erstens darüber, ob alle Schüler verpflichtend am Ethikunterricht teilnehmen sollen, oder nur jene, welche an keinem Religionsunterricht teilnehmen. Und zweitens über die Auswahl der Ethiklehrer – durch das inhaltliche Naheverhältnis von Religion und Ethik wurden in den vergangenen Jahren vor allem Religionslehrer zu Ethiklehrern ausgebildet. Darin sehen Konfessionsfreie ein grundsätzliches Problem: „Inhalte und Vermittlung des Ethikunterrichts liegen fast ausschließlich in den Händen von Theologen und Religionslehrern.“ Der Baptist Graf-Stuhlhofer hatte jedoch folgenden Eindruck: „Die Religionslehrer/innen sind mehrheitlich nicht religiös-konservativ“. Insofern hält er die Sorge der Konfessionsfreien für unberechtigt: „Kritiker des RU denken, dass sich die Religionslehrer eng an die offizielle Lehre ihrer Religion binden, und versuchen, die Schüler in diesem Sinn zu beeinflussen.“ Anlässlich des Ethik-Volksbegehrens 2021 wurde diese Thematik besonders intensiv diskutiert.

## Durchführung
Religionsunterricht ist in Österreich für die anerkannten Kirchen und Religionsgesellschaften ein Recht. Für Schüler, die nicht daran teilnehmen können oder wollen, war laut Lehrplänen in dieser Zeit kein Unterricht vorgesehen – handelte es sich um keine Randstunde, hatten diese Schüler eine Freistunde.
Seit dem Schuljahr 1997/98 wird an zahlreichen österreichischen Schulen (bislang AHS und BMHS) „Ethik“ als Ersatzpflichtgegenstand als Schulversuch für jene Schüler geführt, die an keinem konfessionellen Religionsunterricht teilnehmen können oder wollen. Schüler, die einer staatlich eingetragenen Konfession (Bekenntnisgemeinschaft) angehören und damit keinen schulischen Religionsunterricht ihres Bekenntnisses erfahren, haben grundsätzlich den Ethikunterricht zu besuchen. Der Ethikunterricht ist grundsätzlich auch von Schülern ohne religiöses Bekenntnis zu absolvieren, soweit sie nicht einen Religionsunterricht ihrer Wahl besuchen. Für den Ethikunterricht sind im Normalfall zwei Wochenstunden vorgesehen. Da es keinen österreichweiten Lehrplan für Ethik gab, verfügte jeder bewilligte Schulversuch über einen eigenen Lehrplan – auch, wenn diese sich in der Praxis oft glichen. 2020 wurde Ethik bereits an 233 Schulstandorten erprobt.
März 2019 kündigte Unterrichtsminister Faßmann an, dieses Schulfach ab dem Schuljahr 2020/21 verpflichtend einzuführen, vorerst nur für die Oberstufe. Ethik als Pflichtgegenstand für alle, die keinen Religionsunterricht besuchen, wurde vom Nationalrat am 20. November 2020 beschlossen.

### Beurteilung
Ethik wird in Österreich (wie in anderen Schulfächern) zwischen 1 (= sehr gut) und 5 (= nicht genügend) benotet.

### Ethik in der Unterstufe (der AHS u. Neuen Mittelschule)
Der Unterrichtsgegenstand Ethik wird an mehreren Schulstandorten in der Unterstufe als Schulversuch angeboten.